# Chrom(VI)-oxiddichlorid
Chrom(VI)-oxiddichlorid ist eine chemische Verbindung aus der Gruppe der Metalloxide bzw. Chlorverbindungen. Sie liegt in Form einer flüchtigen, blutroten, an feuchter Luft rauchenden Flüssigkeit vor.

## Gewinnung und Darstellung
Chrom(VI)-oxiddichlorid kann durch Reaktion von Chlorwasserstoff mit Chromsäure bzw. Chromtrioxid hergestellt werden.
{\displaystyle {\ce {CrO3 + 2HCl -> CrO2Cl2 + H2O}}}
Weiterhin kann es durch Reaktion von Kaliumchromat mit Natriumchlorid und Schwefelsäure hergestellt werden.
{\displaystyle {\ce {K2CrO4 + 2NaCl + 2H2SO4 ->}}}{\displaystyle {\ce {CrO2Cl2 + Na2SO4 + K2SO4 + 2H2O}}}

## Eigenschaften
Chrom(VI)-oxiddichlorid ist stark elektrophil und wirkt oxidierend. Es zersetzt sich in Wasser heftig, wobei Salzsäure- oder Chlordämpfe sowie Chromsäure entstehen. Die Dämpfe der Verbindung sind fünfmal so schwer wie Luft.

## Verwendung
Chrom(VI)-oxiddichlorid wird als Oxidationsmittel (z. B. bei der Umsetzung von Alkenen zu Aldehyden), in der Gerberei als Beizmittel und als Nachweismittel für Chlor verwendet.
Die Bildung von Chrom(VI)-oxiddichlorid eignet sich zur Abtrennung oder dem Nachweis vom Chrom im Trennungsgang der Kationen.

## Sicherheitshinweise
Chrom(VI)-oxiddichlorid ist als krebserzeugend, Kategorie 1B, und erbgutverändernd, Kategorie 1B eingestuft. Es ist nicht brennbar, jedoch stark brandfördernd. 